# Zikmund z Michalovic
Zikmund z Michalovic byl český šlechtic z rodu pánů z Michalovic a 29. probošt litoměřické kapituly sv. Štěpána v letech 1421–1435.

## Život
Zikmund se narodil jako syn Jana III. z Michalovic ze starobylého rodu Markvarticů a jeho manželky Magdaleny Koldicové z Koldic. Měl bratry Jindřicha, Petra, Jana a Václava.
Páni z Michalovic měli v druhé polovině 13. století centrum v Pojizeří na stejnojmenném hradě. Jeho otec Jan z Michalovic převzal roku 1378 hrad Michalovice. Sloužil však většinou na dvoře krále Václava IV. Tak například byl roku 1396 jmenován královským hejtmanem v Lužici se sídlem v Budyšíně. Stál nekompromisně na straně katolické, a když byl Pražský hrad roku 1420 obležen, spasil se jen útěkem. Pod Vyšehradem padl jeden jeho syn – Jindřich. Husité se roku 1425 zmocnili hlavního sídla michalovické větve hradu Michalovice, který později Michalovici roku 1438 znovu postavili.
Jedním ze čtyř synů Jana z Michalovic byl patrně nejmladší Zikmund – pozdější 29. probošt litoměřický, který se rozhodl pro duchovní povolání. Ustanoven do úřadu probošta byl zřejmě od roku 1421, po útěku svého předchůdce Zdislava ze Zvířetic z Litoměřic. Pro nedostatek pramenů není zatím možno sledovat osudy Zikmunda z Michalovic. Podle J. Lipperta byl příbuzným litoměřického probošta Zdislava ze Zvířetic. Je pravděpodobné, že Zikmund z Michalovic odešel později do Žitavy, kde bylo tehdy vedení katolické církve z Prahy v exilu.